# The Skulls (phim 2000)
The Skulls (tạm dịch: Tổ chức Đầu Lâu) là một bộ phim điện ảnh hồi hộp hư cấu của Mỹ được sản xuất vào năm 2000 do Rob Cohen làm đạo diễn, với có sự tham gia của các diễn viên Joshua Jackson, Paul Walker và Leslie Bibb. Cốt truyện của phim dựa trên một số thuyết âm mưu xoay quanh hội kín Skull & Bones của hội sinh viên thuộc Đại học Yale.
Bộ phim nhận được những đánh giá cực kỳ tiêu cực từ các nhà phê bình nhưng cũng đồng thời thành công tạo ra hai phần tiếp theo là The Skulls II vào năm 2002 và The Skulls III vào năm 2004.

## Tóm tắt
Luke McNamara (Joshua Jackson thủ vai) là một sinh viên thành thị có nguyện vọng trở thành luật sư. Lớn lên ở khu vực tầng lớp lao động, Luke đã học đủ tốt ở trường để theo học đại học với học bổng mà bản thân anh là vận động viên chèo thuyền vô địch. Những người bạn thân nhất của Luke ở trường Đại học Yale là Will (Hill Harper) và người yêu của anh là Chloe (Leslie Bibb). Will là đồng đội của đội thể thao chèo thuyền "Bulldog 8's" và Luke là đội trưởng. Tại bữa tiệc chiến thắng của Bulldog 8's, Chloe đã tiết lộ cô là xuất thân từ một gia đình giàu có, và đây là lý do tại sao Luke miễn cưỡng tiết lộ tình cảm của anh với cô.
Tình bạn của Luke trở nên căng thẳng khi anh được mời tham gia một hội kín trong trường có tên "The Skulls". Luke vượt qua phần đầu tiên của quá trình gia nhập bắt đầu bằng cách đánh cắp một cổ vật từ một hội kín đối thủ. Anh ta làm điều này với thần đồng quyền anh Caleb Mandrake (Paul Walker), thành viên mà Hội "The Skulls" sau đó tuyên bố là đồng phạm và "tri kỷ" của Luke. Luke và Caleb sau đó được đào tạo trong phòng nghi lễ bí mật bởi một thành viên cấp cao đang đứng trước bức tường có khắc chữ in hoa "WAR" rất lớn. Một thành viên cấp cao khác giải thích rằng "The Skulls" yêu cầu các thành viên của họ phải chứng tỏ bản thân trong chiến đấu. Luke đã bất đồng với Will sau khi Will nhận ra rằng Luke đã trở thành họ.
Luke nhanh chóng phát triển tình bạn với bố của Caleb là Litten Mandrake (Craig T. Nelson). Litten là Chủ tịch hiện tại của Skull (hội Đầu lâu) và là Thẩm phán Tòa án Liên bang, ông đang thúc đẩy một vị trí trong Tòa án Tối cao. Litten và đối tác của ông là Thượng nghị sĩ Ames Levritt tỏ ra quan tâm đến Luke. Will tiến hành nghiên cứu về hội Đầu lâu được một thời gian và phát hiện ra căn phòng nghi lễ bí mật của họ. Will sau đó bị Caleb bắt vào phòng và trong cuộc vật lộn anh ngã từ trên xuống và bất tỉnh. Caleb hoảng hốt vì tưởng rằng Will đã chết sau cú rơi và anh được lệnh rời khỏi phòng bởi bố mình, Litten ra lệnh cho thành viên trong hội và giám đốc trường đại học Martin Lombard (Christopher McDonald) bẻ cổ Will đến chết. Họ thay đổi hiện trường, cố gắng di chuyển cơ thể Will và khiến nó giống như Will đã tự sát trong phòng ký túc xá của mình bằng cách treo cổ tự tử.
Luke rất đau khổ trước cái chết của người bạn thân nhất của mình. Bố mẹ của Luke được cho là đã qua đời khi anh còn nhỏ, và gia đình của Will là gia đình duy nhất mà anh có. Quá đau buồn trước sự việc, Luke bắt đầu cảm thấy nghi ngờ Will thực sự đã bị Caleb sát hại. Caleb cũng tin rằng anh ta có tội, Luke nghi ngờ Will chết là hậu quả trực tiếp của việc Caleb đánh anh ta. Luke nhờ những người bạn của anh từ thời thơ ấu để giúp giải quyết vụ án bí ẩn. Bạn bè của Luke lần đầu tiên không muốn làm việc với anh ta, vì Luke đã bỏ lỡ một trong những bữa tiệc sinh nhật của họ. Vì thế, như một lời xin lỗi và hối lộ, Luke đã đưa cho họ một chiếc Ford Thunderbird đời 1963. Với sự giúp đỡ từ những người bạn, Luke lấy được băng bảo mật từ Skulls để chứng minh Lombard đã thực hiện vụ giết người. Trong khi cố gắng thuyết phục Caleb về sự thật (rằng bố của Caleb phải chịu trách nhiệm cho cái chết của Will), Luke nhận ra rằng Caleb sợ hãi trước bố mình như thế nào. Trước khi Luke có thể đưa bằng chứng cho cảnh sát, hội đồng Skulls là những người đã biết Luke đánh cắp cuốn băng đó để bỏ phiếu rằng anh ta không còn trung thành với họ nữa. Trong cuộc họp các thành viên hội đầu lâu, Ames Levritt bị Litten Mandrake hăm dọa để bỏ phiếu chống lại Luke, vì ông bị chụp lén có những bức ảnh chụp với những tình nhân trẻ tuổi. Khi Luke đến đồn gặp cảnh sát, đoạn băng đã bị thám tử Sparrow (Steve Harris) tráo đổi và Luke bị giam trong bệnh viện tâm thần dưới sự kiểm soát của "The Skulls".
Với sự giúp đỡ của Ames Levritt và Chloe, Luke trốn thoát khỏi bệnh viện, anh và Chloe sống sót sau nỗ lực thám tử Sparrow bắn chết Martin Lombard (hóa ra Sparrow là người làm việc cho Levritt). Luke quyết định rằng lựa chọn duy nhất của anh ta là chiến đấu với các thành viên trong hội theo luật lệ của riêng họ tạo ra, và "mang trận chiến đến với họ". Luke thách thức Caleb trong một cuộc đấu tay đôi tại hòn đảo riêng của Skulls bằng cách viện cớ dẫn quy tắc thứ 119 của Hội. Litten cố gắng thế chỗ con trai mình trong trận quyết đấu nhưng bị Caleb từ chối cơ hội do một quy tắc khác của Skull. Sau khi Luke và Caleb quay lại được mười bước, Luke bỏ súng xuống và cố gắng thuyết phục Caleb về sự thật anh ta không phải chịu trách nhiệm về việc Will chết. Mặc dù bị Litten gây áp lực để giết Luke, Caleb không thể tự bóp cò. Tại thời điểm này, Litten lấy một khẩu súng lục và định bắn Luke nhưng trước khi anh ta có thể bắn, Caleb đã bắn chết cha mình. Caleb đau đớn về những gì mình đã làm và tự sát nhưng đã bị Luke ngăn kịp.
Bộ phim kết thúc với việc Luke nhận ra rằng Thượng nghị sĩ Levritt đã thao túng Luke và những người khác để dẫn đến cái chết của Litten. Luke trở nên chán ghét The Skulls và từ chối gia nhập thêm nữa, bất chấp những lời đe dọa từ Levritt rằng anh ta sẽ bị truy lùng vào một ngày nào đó, và bất chấp hoặc thậm chí vì lời đề nghị của Levritt rằng "The Skulls" sẽ chấp nhận anh vì anh ta đã chứng tỏ bản thân mình trong trận đấu. Khi Luke bỏ đi, Levritt tự nhủ: "Làm tốt lắm con trai, làm tốt lắm".
Cảnh cuối phim cho thấy Luke tái hợp với Chloe.

## Diễn viên
- Joshua Jackson trong vai Lucas John "Luke" McNamara - Thành viên mới của Skulls.
- Paul Walker trong vai Caleb Mandrake - Một trong những thành viên mới của Skulls cùng với Luke.
- Hill Harper trong vai Will Beckford - bạn học và bạn cùng phòng của Luke.
- Leslie Bibb trong vai Chloe Whitfield - bạn học và cũng là người yêu của Luke.
- Christopher McDonald trong vai Martin Lombard - Giám đốc đại học Yale.
- Steve Harris trong vai Thám tử Sparrow - Một thám tử cảnh sát phụ trách điều tra cái chết của Will.
- William Petersen trong vai Thượng nghị sĩ Ames Levritt - thành viên lớp Đầu lâu 1972.
- Craig T. Nelson trong vai thẩm phán Litten Mandrake - bố của Caleb, thành viên lớp 1972 Skulls.
- David Asman trong vai Jason Pitcairn
- Scott Gibson trong vai Travis Wheeler
- Nigel Bennett trong vai Tiến sĩ Rupert Whitney - Thành viên lớp 1973 Skulls. Ông là người đứng đầu giao thức.
- Noah Danby trong vai Hugh Mauberson.

## Cảnh quay
Bộ phim được quay tại Toronto với trường Đại học Toronto được cải trang thành bối cảnh của cốt truyện tại Đại học Yale. Các cảnh cũng được quay tại khu phố ngoại ô của thành phố Guildwood.
Nhiều tòa nhà đáng chú ý nhất của Đại học Toronto được giới thiệu trong phim. Một phần của trường Đại học là đại diện cho trụ sở của Tổ chức Đầu lâu, trong khi văn phòng của thủ lĩnh tổ chức được cho là nằm trong trường Trinity College tại Toronto. Hội kín có trụ sở chính trong tòa nhà hội học sinh. Các nhân vật chính sinh sống và ăn học ở khu vực Burwash Hall.
Cảnh chèo thuyền mở đầu được quay ở St. Catharines, Ontario. Một số cảnh cuối được quay trên Đảo Hươu ở Sông Saint Lawrence và các thành viên trong hội kín không giàu có như trong phim.

## Đánh giá
Dựa trên một đánh giá 9% trên Rotten Tomatoes từ các nhà phê bình với 85 phản hồi với sự đồng thuận rằng: "Bộ phim không tạo được ý nghĩa và rỗng tuếch của một kịch bản và cốt truyện hay".